# Aschbachkirche

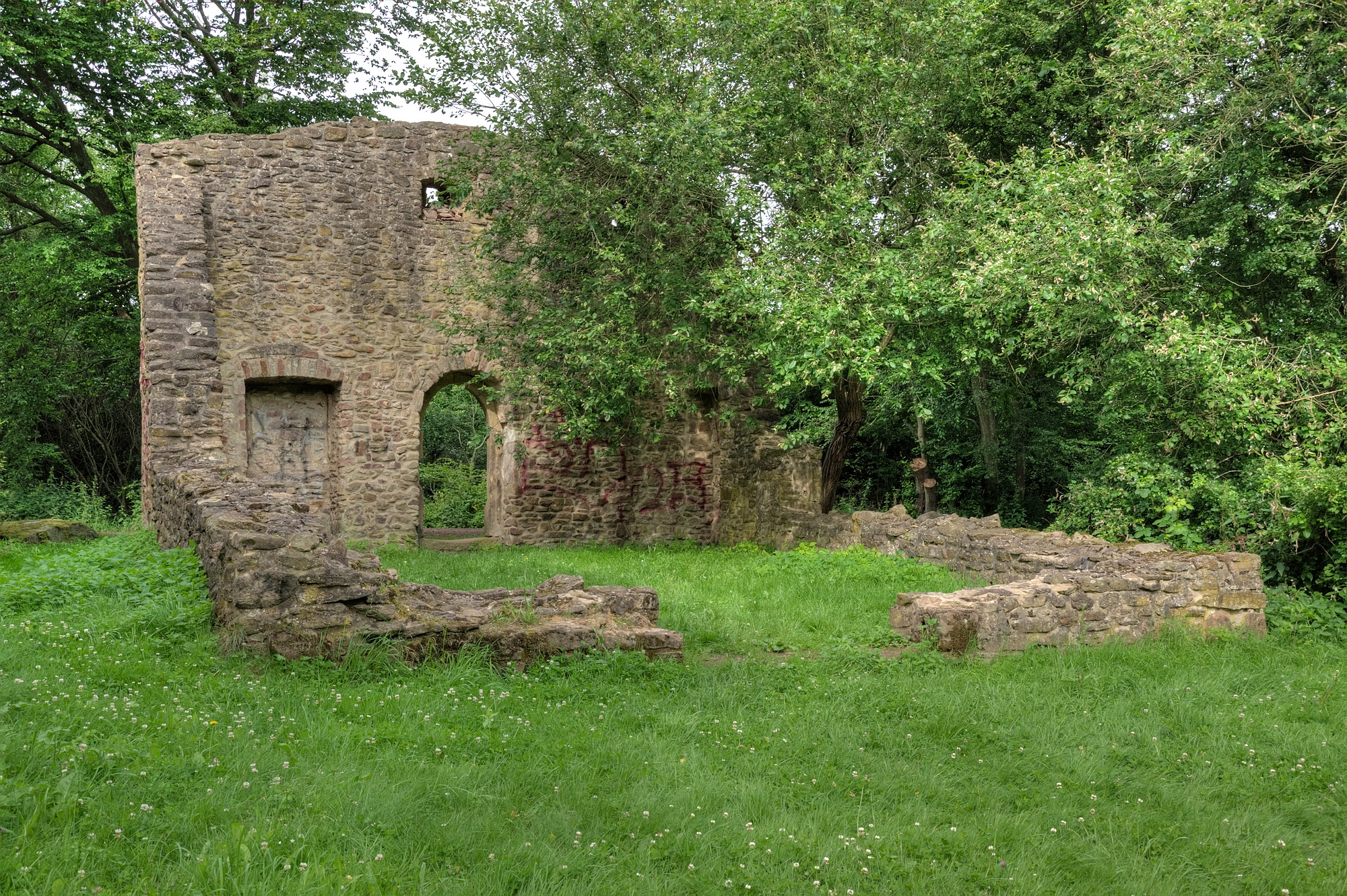
Ruine Aschbachkirche

Die Aschbachkirche (auch Aschbacher Kirche und Eulenburg) ist die Ruine einer Kirche im Saarbrücker Ortsteil Gersweiler. Die Reste des Bauwerks stehen als Baudenkmal unter Denkmalschutz.

## Geschichte

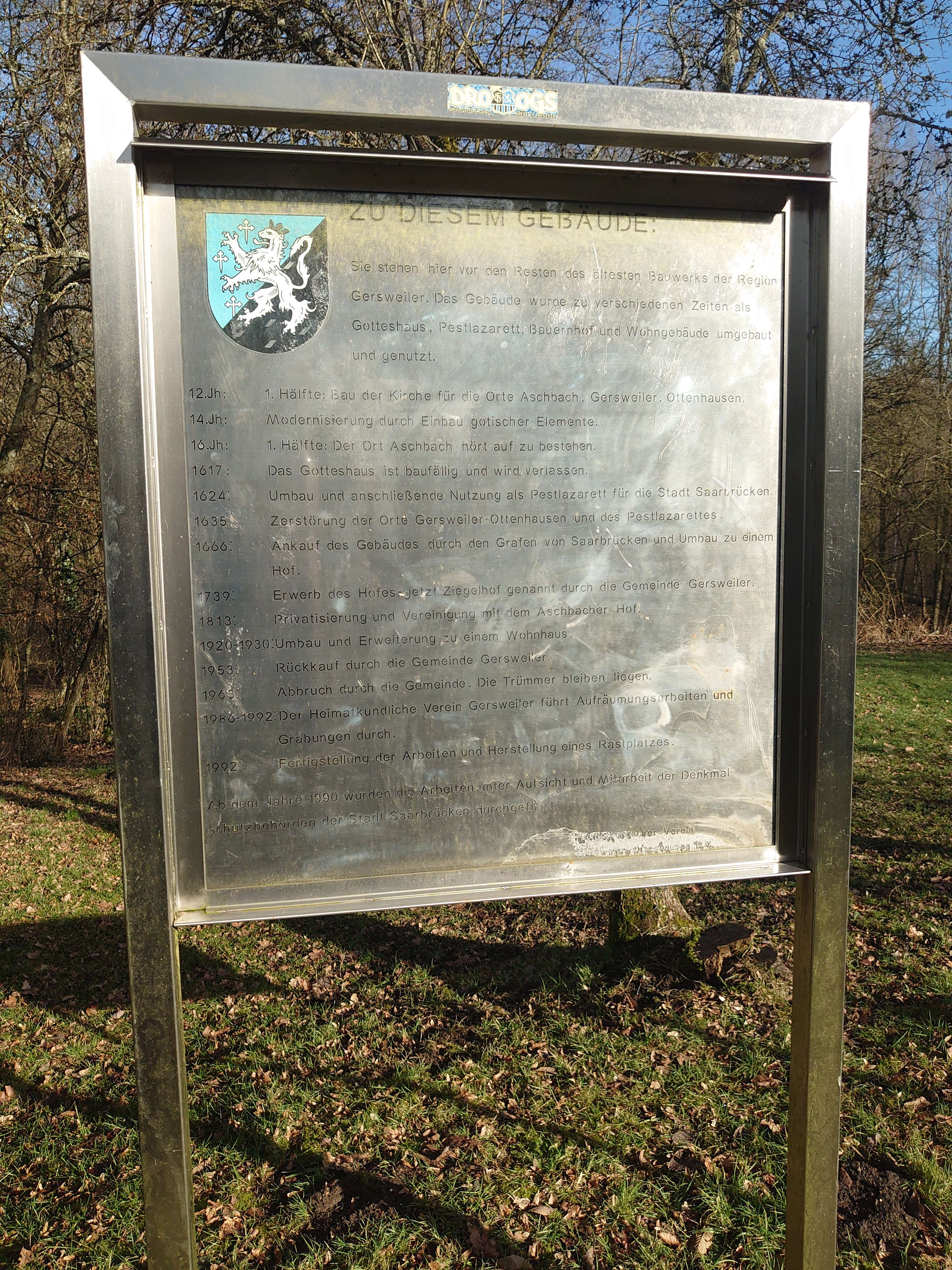
Geschichte der Aschbachkirche dokumentiert auf einem Schild nebenan

Bereits 900 wird der Hof Aschbach erstmals erwähnt, im Jahre 1200 geht er in den Besitz der Grafen von Saarbrücken über. 1312 erwarb dann das Stift St. Arnual das Gut. Die Kirche wurde zu dieser Zeit zum ersten Mal erwähnt. Sie lag damals neben dem Herrenhaus des Hofes in der Nähe einer Ziegelei und des Weilers Aschbach. Lange war die Kirche einziges Gotteshaus in der näheren Umgebung, sodass auch die Bewohner von Gersweiler und Ottenhausen zum Gottesdienst in die Kirche kamen. Im Jahre 1612 hören alle Nachrichten von dem Dorf Aschbach auf. Die Glocke aus dem Jahr 1608 wurde in die neue Kirche in Gersweiler verbracht, die Aschbachkirche war fortan dem Verfall preisgegeben.
Im Dreißigjährigen Krieg überließ Graf Ludwig die Kirche den Städten Saarbrücken und St. Johann als Pestlazarett. Das Gebäude wurde dafür im Jahr 1624 umgebaut und erweitert, allerdings 1635 nach dem Ende der Pestepidemie zerstört. 1666 erwarb Graf Gustav von Nassau-Saarbrücken das Anwesen und ließ einen neuen Hof errichten, der nach der dort viele Jahrhunderte betriebenen Ziegelei nun „Ziegelhof“ genannt wurde. Die ehemalige Kirche wurde zum Gutshaus umgebaut. 1739 kauft die Gemeinde Gersweiler den heruntergewirtschafteten Hof. Nach der Versteigerung in der Französischen Revolutionszeit wurde der Hof dann 1813 als Aschbacherhof privatisiert. Er überstand mehrere Besitzerwechsel, doch die dazugehörigen Ländereien wurden nach und nach verkauft.
1897 erwarb die Gemeinde Gersweiler-Ottenhausen das in den Kriegsjahren 1870/71 beschädigte Anwesen wieder zurück und nutzte es als Wohnhaus. 1920–30 wurde der Hof nach Plänen von R. Blankenheim umgebaut und nach Osten erweitert. Bis 1957 wurde er als Wohnhaus genutzt. 1966 ließ die Gemeinde den Bau schließlich abreißen.
Mehrfach wurde die Ruine seither untersucht. Zuletzt wurde hier 1990 gegraben.

## Architektur

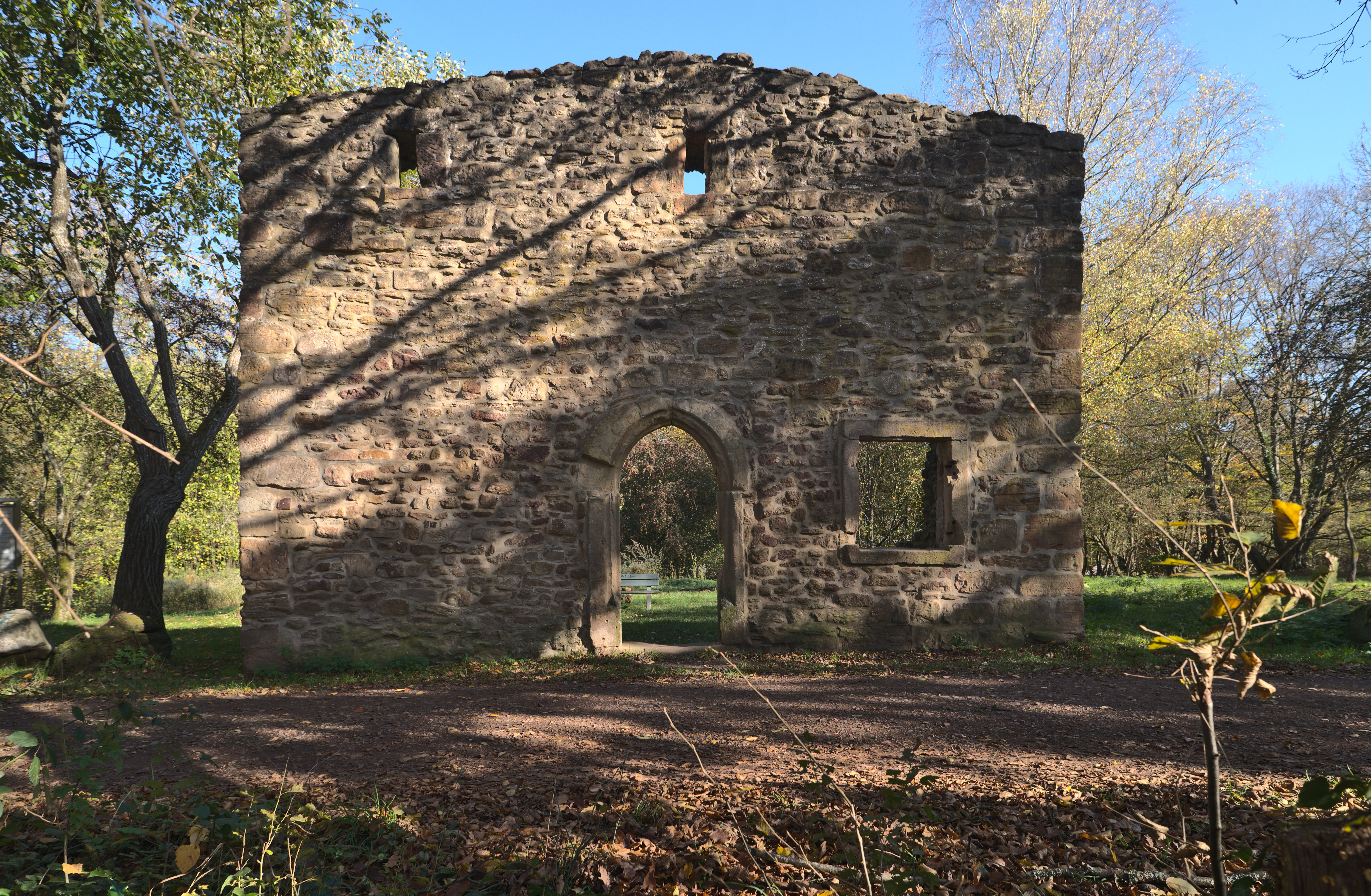
Westwand der Kirche mit Tür und Fenstern

Die mittelalterliche Saalkirche mit eingezogenem Chor wurde in der ersten Hälfte des 12. Jahrhunderts erbaut und im 14. Jahrhundert verändert. Von dem Bauwerk ist nur wenig erhalten. Die Wände wurden auf ca. 0,5 Meter Höhe abgetragen. In der Ostwand ist der frühere Chorzugang erkennbar. Erhalten sind außerdem große Teile der Westwand mit Eingangstür und Fenstern. Das Portal war von einem Rundbogen überspannt und von Pilastern auf kurzen Postamenten flankiert. Noch Anfang der 1930er Jahre wird in der Literatur außerdem von einem Spitzbogenfenster im Norden berichtet, das im Bogenfeld mit einem Nonnenkopf verblendet war. Erkennbar ist an dem Bruchsteinbau außerdem eine Eckquaderung.